# Championnats d'Europe juniors d'athlétisme 1970
Navigation
Duisbourg 1973
Les 1ers Championnats d'Europe juniors d'athlétisme se sont déroulés à Paris-Colombes (France) du 11 au 13 septembre 1970 au stade olympique de Colombes.
26 pays ont envoyé une délégation, les seuls membres européens absents étant l'Albanie, Gibraltar, l'Islande, le Liechtenstein et Malte.

## Résultats
| Épreuves                                    | Or                                                                                                   | Argent                                                                            | Bronze |
| ------------------------------------------- | --- | --------------------------------------------------------------------------------- | --- |
| 100 m (détails) (Vent : -0,6 m/s)           | Franz-Peter Hofmeister 10 s 61                                                                       | Dominique Chauvelot 10 s 65                                                       | Jean-Paul Dubuisson 10 s 73                                                                                   |
| 200 m (détails) (Vent : -8,0 m/s)           | Franz-Peter Hofmeister 21 s 49                                                                       | Aleksandr Zhidkikh 21 s 80                                                        | Sergey Korovin 21 s 80                                                                                        |
| 400 m (détails)                             | Peter Beaven 47 s 11                                                                                 | Ulrich Reich 47 s 36                                                              | Andreas Scheibe 47 s 65                                                                                       |
| 800 m (détails)                             | Hans-Henning Ohlert 1 min 50 s 96                                                                    | Vladimir Zimin 1 min 51 s 39                                                      | Ulrich Keufner 1 min 51 s 41                                                                                  |
| 1 500 m (détails)                           | Klaus-Peter Justus 3 min 51 s 39                                                                     | Paul-Heinz Wellmann 3 min 51 s 79                                                 | Francisco Morera 3 min 52 s 48                                                                                |
| 3 000 m (détails)                           | Herman Mignon 8 min 08 s 73                                                                          | John Boggis 8 min 10 s 43                                                         | Yuriy Korchenkov 8 min 11 s 15                                                                                |
| 2 000 mètres steeple (détails)              | Bronisław Malinowski 5 min 44 s 00                                                                   | Juhani Huhtinen 5 min 45 s 48                                                     | Elek Sari 5 min 45 s 48                                                                                       |
| 110 mètres haies (détails) (Vent : 0,0 m/s) | Berwyn Price 14 s 21                                                                                 | Miroslaw Wodzynski 14 s 22                                                        | Klaus Fiedler 14 s 22                                                                                         |
| 400 mètres haies (détails)                  | Dmitriy Stukalov 50 s 30                                                                             | Jean-Pierre Perrot 50 s 45                                                        | Yevgeniy Gavrilenko 50 s 72                                                                                   |
| 10 000 m marche (détails)                   | Lutz Lipowski 43 min 35 s 6                                                                          | Peter Schuster 44 min 02 s 0                                                      | Mikhail Alekseyev 44 min 19 s 4                                                                               |
| Saut en hauteur (détails)                   | Jiří Palkovský 2,18 m                                                                                | Csaba Dosa 2,16 m                                                                 | Ferenc Doczi 2,06 m                                                                                           |
| Saut à la perche (détails)                  | François Tracanelli 5,20 m                                                                           | Serge Lefebvre 4,80 m                                                             | Romuald Murawski 4,80 m                                                                                       |
| Saut en longueur (détails)                  | Valeriy Podluzhniy 7,87 m (w)                                                                        | Jacques Rousseau 7,81 m (w)                                                       | Nenad Stekić 7,75 m (w)                                                                                       |
| Triple saut (détails)                       | Valeriy Podluzhniy 16,25 m (w)                                                                       | Anatoliy Golubtsov 16,05 m (w)                                                    | Gabor Katona 16,03 m (w)                                                                                      |
| Lancer du poids (détails)                   | Wolfgang Barthel 18,10 m                                                                             | Manfred Kaiser 17,40 m                                                            | Jan Skoupy 17,11 m                                                                                            |
| Lancer du disque (détails)                  | Aleksandr Nazhimov 54,18 m                                                                           | Lothar Schlage 53,96 m                                                            | Pal Szauer 53,00 m                                                                                            |
| Lancer du marteau (détails)                 | Todor Manolov 65,16 m                                                                                | Aleksey Spiridonov 64,88 m                                                        | Sergey Korobov 64,32 m                                                                                        |
| Lancer du javelot (détails)                 | Aimo Puska 76,98 m                                                                                   | Aleksandr Makarov 74,92 m                                                         | Wolfgang Hanisch 73,22 m                                                                                      |
| Relais 4 × 100 mètres (détails)             | Union soviétique Valeriy Podluzhniy Aleksandr Zhidkikh Vladimir Lovetskiy Sergey Korovin 40 s 18     | France Michel Limousin Patrick Deroch Jean-Paul Dubuisson Philippe Leroux 40 s 27 | Allemagne de l'Ouest Manfred Schumann Thomas van Wickeren Michael van Wickeren Franz-Peter Hofmeister 40 s 55 |
| Relais 4 × 400 mètres (détails)             | Union soviétique Yevgeniy Gavrilenko Nikolay Kornyushkin Dmitriy Stukalov Semyon Kocher 3 min 11 s 2 | France Claude Dumont Patrick Salvador Daniel Raoult Lionel Malingre 3 min 11 s 5  | Allemagne de l'Ouest Ulrich Reich Johannes Dickhut Bernd Herrmann Wolfgang Druschky 3 min 11 s 7              |
| Décathlon (détails)                         | Aleksandr Blinayev 7 632 pts                                                                         | Eberhard Stroot 7 584 pts                                                         | Frank Nusse 7 129 pts                                                                                         |

### Filles
| Épreuves                                     | Or                                                                                          | Argent                                                                                          | Bronze                                                                               |
| -------------------------------------------- | ------------------------------------------------------------------------------------------- | ----------------------------------------------------------------------------------------------- | ------------------------------------------------------------------------------------ |
| 100 m (détails) (Vent : -4,1 m/s)            | Helena Kerner 12 s 10                                                                       | Andrea Lynch 12 s 19                                                                            | Helen Golden 12 s 23                                                                 |
| 200 m (détails) (Vent : -5,2 m/s)            | Helen Golden 24 s 34                                                                        | Annegret Kroniger 24 s 64                                                                       | Véronique Grandrieux 24 s 72                                                         |
| 400 m (détails)                              | Monika Zehrt 54 s 00                                                                        | Bozena Zientarska 54 s 61                                                                       | Brigitte Rohde 54 s 07                                                               |
| 800 m (détails)                              | Waltraud Pöhland 2 min 05 s 29                                                              | Sylvia Schenk 2 min 05 s 30                                                                     | Galina Vaingarten 2 min 06 s 45                                                      |
| 1 500 m (détails)                            | Katrin Clausnitzer 4 min 24 s 17                                                            | Christine Haskett 4 min 27 s 16                                                                 | Olga Dvirna 4 min 28 s 17                                                            |
| 100 mètres haies (détails) (Vent : -1,4 m/s) | Grazyna Rabsztyn 14 s 06                                                                    | Monika Hys 14 s 11                                                                              | Margarete Leidel 14 s 51                                                             |
| Saut en hauteur (détails)                    | Mieke Van Doorn 1,74 m                                                                      | Svetlana Gontkovskaya 1,74 m                                                                    | Renate Gartner 1,74 m                                                                |
| Saut en longueur (détails)                   | Jarmila Nygrynova 6,27 m (w)                                                                | Moira Walls 6,26 m (w)                                                                          | Brigitte Gohrs 6,03 m (w)                                                            |
| Lancer du poids (détails)                    | Gabriele Moritz 16,91 m                                                                     | Birgit Palzkill 16,56 m                                                                         | Margitta Ludewig 15,98 m                                                             |
| Lancer de disque (détails)                   | Klara Pogyor 48,26 m                                                                        | Maria Illi 47,76 m                                                                              | Irina Sapronova 47,50 m                                                              |
| Lancer du javelot (détails)                  | Jacqueline Todten 55,20 m                                                                   | Christine Schmidt 53,08 m                                                                       | Inara Oshinya 52,36 m                                                                |
| Relais 4 × 100 mètres (détails)              | Pologne Aniela Szubert Elzbieta Nowak Urszula Soszka Helena Flisnik 45 s 26                 | Allemagne de l'Ouest Liesel Bömelburg Annegret Kroniger Ellen Walter Elvira Springsguth 45 s 27 | Allemagne de l'Est Evelyn Kaufer Ellen Streidt Marion Wagner Monika Meyer 45 s 47    |
| Relais 4 × 400 mètres (détails)              | Allemagne de l'Est Brigitte Rohde Renate Siebach Brigitte Ullmann Monika Zehrt 3 min 40 s 2 | Pologne Aniela Szubert Krystyna Lech Danuta Gaska Bozena Zientarska 3 min 44 s 0                | Suède Ragnhild Skoog Margaretha Larsson Gunhild Skoog Monica Bergendahl 3 min 46 s 7 |
| Pentathlon (détails)                         | Monika Peikert 4 578 pts                                                                    | Irena Vitane 4 482 pts                                                                          | Florence Picaut 4 422 pts                                                            |

## Tableau des médailles[2]
- Pays hôte

| Rang  | Nation               | Or | Argent | Bronze | Total |
| ----- | -------------------- | -- | ------ | ------ | ----- |
| 1     | Allemagne de l'Est   | 10 | 4      | 7      | 21    |
| 2     | Union soviétique     | 7  | 7      | 9      | 23    |
| 3     | Pologne              | 4  | 3      | 1      | 8     |
| 4     | Allemagne de l'Ouest | 3  | 8      | 5      | 16    |
| 5     | Royaume-Uni          | 3  | 4      | 1      | 8     |
| 6     | Tchécoslovaquie      | 2  | 0      | 1      | 3     |
| 7     | France               | 1  | 6      | 3      | 10    |
| 8     | Finlande             | 1  | 1      | 0      | 2     |
| 9     | Hongrie              | 1  | 0      | 4      | 5     |
| 10    | Pays-Bas             | 1  | 0      | 1      | 2     |
| 11    | Belgique             | 1  | 0      | 0      | 1     |
| 11    | Bulgarie             | 1  | 0      | 0      | 1     |
| 13    | Roumanie             | 0  | 2      | 0      | 2     |
| 14    | Espagne              | 0  | 0      | 1      | 1     |
| 14    | Suède                | 0  | 0      | 1      | 1     |
| 14    | Yougoslavie          | 0  | 0      | 1      | 1     |
| Total | Total                | 35 | 35     | 35     | 105   |